# 王建煊
王建煊（1938年8月7日—），中華民國政治人物、新黨創始人之一，基督徒。出生於中華民國安徽合肥，1949年第二次国共内战後移居臺灣定居。曾任監察院院長、財政部部長、立法委員。

## 生平
王父為上尉文職官，1949年隨國軍部隊移台，後定居臺北市大安區大安新村。其母張瑞華。
王建煊畢業於臺灣省立成功大學會統學系（1974年後分為獨立的會計學系和統計學系）、國立政治大學財政研究所畢業（畢業論文題目：法人所得稅問題之研究）。1971年公費赴美國哈佛大學研修，返國後擔任財政部賦稅署處長。

### 財政部長時期
王建煊早年長期擔任公務員，在擔任經濟部政務次長時期，他於1990年3月6日以「何時該鬆手」為由宣布辭職「離開28年的公務員」，結果不到兩個月就轉任財政部長，曾引發當時民進黨立委的砲轟。在任內王建煊在股市下跌時，對四百六十萬股市散戶說出了「手中有股票，心中無股價」此一股市名言。而在財政部長（1990年6月－1992年10月）期間，半年之內就開放了16家銀行；泛綠認為這是他的錯誤政策：這些銀行有許多在允許成立時體質就不佳，半數又和國民黨有關聯，而這其中又有中華、中興、汎亞等5家銀行發生掏空弊案，造成國庫2兆元的重大損失，這是在開放時就可以看出的風險。日後，王建煊強調，“他沒有做錯，多家新銀行後來慘遭掏空，是後面的人無能。”最後，卻是因擋了炒地皮者的財路，欲強行推動「土地增值稅按實際交易金額課稅」，推行這稅項引起國民黨內本土派強大的反對聲音，更有人聲言這是「外省部長搶本省人土地」，當時總統李登輝與行政院長郝柏村對立日漸加深，李登輝在這個時候也要王建煊下台，故宣告請辭下台，因此獲封媒體綽號「小鋼砲」。並在1992年部長任內評獲亞洲最佳財政部長獎。

### 新黨時期
王建煊辭任財政部長以後，在台北市參選立法委員，高票當選。
王本來是國民黨團體「新國民黨連線」成員，後來與趙少康、郁慕明、陳癸淼、周荃、李慶華、李勝峰等七人，帶著國民黨的黨證，舉行象徵脫黨儀式的記者會，同時集體發函給國民黨中央委員會，要求註銷七個人的黨籍，在民國82年（1993年）8月10日自立門戶，成立新黨，強調為小市民代言。
新黨成立後，兩次代表新黨參選，分別是1998年台北市長選舉，在面對國民兩黨夾殺及新黨票源大幅流向國民黨超人氣候選人馬英九的情況下，選前新黨決定棄王保馬，故王僅得票44,452票，佔2.97%。
1998年，參與梁肅戎臺灣海峽兩岸和平統一促進會，為首任監事。

### 2001年臺北縣長選舉
2001年臺北縣長的選舉中，王集合國親新三黨泛藍陣營的票源，以得票820,808票，佔48.16%敗於民進黨的蘇貞昌。日後告別政壇，成立「愛心第二春文教基金會」。
| 2001年臺北縣縣長選舉結果 | 2001年臺北縣縣長選舉結果 | 2001年臺北縣縣長選舉結果 | 2001年臺北縣縣長選舉結果 | 2001年臺北縣縣長選舉結果 | 2001年臺北縣縣長選舉結果 | 2001年臺北縣縣長選舉結果 |
| 號次                     | 候選人                   | 政黨                     | 得票數                   | 得票率                   | 當選標記                 |                          |
| ------------------------ | ------------------------ | ------------------------ | ------------------------ | ------------------------ | ------------------------ | ------------------------ |
| 1                        | 王建煊                   | 新黨                     | 820,808                  | 48.16%                   |                          |                          |
| 2                        | 邵建興                   | 無黨籍                   | 3,972                    | 0.23%                    |                          |                          |
| 3                        | 石翊靖                   | 無黨籍                   | 4,913                    | 0.29%                    |                          |                          |
| 4                        | 蘇貞昌                   | 民主進步黨               | 874,495                  | 51.31%                   |                          |                          |
| 選舉人數                 | 選舉人數                 | 選舉人數                 | 2,531,827                | 2,531,827                | 2,531,827                |                          |
| 投票數                   | 投票數                   | 投票數                   | 1,723,524                | 1,723,524                | 1,723,524                |                          |
| 有效票                   | 有效票                   | 有效票                   | 1,704,188                | 1,704,188                | 1,704,188                |                          |
| 無效票                   | 無效票                   | 無效票                   | 19,336                   | 19,336                   | 19,336                   |                          |
| 投票率                   | 投票率                   | 投票率                   | 68.07%                   | 68.07%                   | 68.07%                   |                          |

### 監察院長任內
2008年王建煊接受新任中華民國總統馬英九提名擔任監察院院長，立法院於7月4日行使同意權通過。
2013年8月14日，監察院二次彈劾張通榮關說酒駕案但沒有通過，王建煊主張監察院應該修憲改革，認為如果監院不能伸張公平正義檢討現行監察制度，「監院關了比較好」。8月15日，接受電台訪問，再度提起此事，認為監察委員多是由政治酬庸產生，使得監察院功能不彰，希望立法院主動提起修憲，改革監察院制度。王建煊的一番話，隨後引發19位監委簽署聯合聲明，指出「張通榮諸多言行，令人厭惡，但並不構成彈劾理由」，並嚴詞譴責王建煊羞辱監察院。監委發表聯合聲明譴責院長，在監察史上相當罕見。

### 2024年總統及立委選舉
2023年3月8日，王建煊表示要以無黨籍身份參選2024年總統選舉，他亦表示兩岸應該和平統一。9月12日，王建煊接受媒體專訪表示，若他連署成功恐瓜分泛藍票源，為了不成為千古罪人，決定退出總統選舉。11月23日，王建煊入列新黨2024年不分區立委選舉名單第一順位，但未能當選。

## 選舉紀錄
| 年度 | 選舉屆數               | 選舉區                                 | 所屬政黨 | 得票數  | 得票率 | 當選標記          | 備註         |
| ---- | ---------------------- | -------------------------------------- | -------- | ------- | ------ | ----------------- | ------------ |
| 1992 | 第二屆立法委員選舉     | 臺北市第一選舉區                       | 無黨籍   | 129,019 | 21.37% |                   | 選區第一高票 |
| 1998 | 第二屆臺北市市長選舉   | 臺北市                                 | 新黨     | 44,452  | 2.97%  |                   |              |
| 2001 | 第十四屆臺北縣縣長選舉 | 臺北縣                                 | 新黨     | 820,808 | 48.16% | 與 中國國民黨整合 |              |
| 2024 | 第十一屆立法委員選舉   | 全國不分區及僑居國外國民立法委員選舉區 | 新黨     | 40,288  | 0.29%  |                   |              |

## 爭議
王建煊在其擔任監察院長期間曾有多次爭議言行。
2009年12月，批公務員裡一大堆笨蛋，藉口一堆，卻不會解決問題。
2010年1月，指「我們漢人來了之後，我們很聰明，我們人多，現在讓他們（原住民）處於弱勢階層。」 
2010年8月，在辦公室談新書，比手畫腳大談性愛。
2010年12月，批大學生打工，是賤賣人生的黃金時間，實在是笨死了。 
2011年5月，外面有人認為監察院提糾正案太頻繁，監委別提太多糾正案。
2011年11月，民進黨藉「三隻小豬撲滿事件」，指控監察院是「國民黨打手」，打壓該黨總統候選人蔡英文選情。
2011年10月，上班時間在監院禮堂幫友人證婚，支使工友布置場地。
2012年3月，在院會與監委互槓，王批監委「該做的都不做」，當場引起部份監委與王激辯，最後監委憤怒離席。
2012年5月，出版的新書《公平正義何處尋？》批評女性喜歡穿高跟鞋、隆乳、愛瘦是「不公不義的行為」。
2012年9月，發表馬英九總統的歷史定位是「無能」的文章。
2013年9月，爆發九月政爭，批評「立法院長王金平的圓融協商，堪稱罪魁禍首，早就該辭職下台，以謝黨國。」
2013年11月，出席凱達格蘭大道「為下一代幸福讚出來」遊行，反對多元成家草案，批「我們反對任何足以破壞我們家庭、婚姻制度的任何的修法。」12月出席南華大學演講，批評多元成家議題只是「部分民眾趕時髦，以人權為由，提出同性也能在一起的訴求」，並說「來自單親家庭的犯罪率比較高。」
2014年3月，對於衝進立法院、參與反服貿太陽花學運的年輕學生們表達：我們要說「神啊！赦免他們，因為他們所做的，他們並不曉得」，立法院動輒打架、霸占發言台，透過媒體渲染，讓年輕學生有樣學樣，被政客利用而不自知，更沉重的說，「年輕朋友，這樣你們會有未來嗎？」
2014年7月，卸任前表示：「台灣宣布獨立之日，就是兩岸統一之時」，並說：「監察院是殘害忠良院，此時不廢更待何時」，由於此時正是立法院審查第五屆委員同意權之時，使其他監委非常不滿，還放話要彈劾王氏。結果有11位監委被提名人遭到否決，被認為王建煊此言是主要原因。

## 著作及語錄
- 《開心：開開心心走一回》，高寶出版社，2000年，ISBN：9574670015
- 《通樂：想通了就快樂》，高寶出版社，2000年，ISBN：9578119631
- 《叮嚀：無限關懷無限愛》，高寶出版社，2000年，ISBN：9574671445
- 《富足：人生的心靈捕手》，高寶出版社，2003年，ISBN：9867799135
- 《快樂在握》，天下文化，2004年，ISBN：9864172395
- 《租稅法(三十版)》，華泰文化，2006年，ISBN：9577449395
- 《牽手走一生》，天下遠見，2010年，ISBN：9862165847
- 《點亮生命》，天下遠見，2010年，ISBN：9862165820
- 《幫助孩子邁向成功》，天下文化，2011年，ISBN：9789862167588
- 《公平正義何處尋？》，天下文化，2012年，ISBN：9789862169377
- 《瘋子成就了驚人之愛：創世基金會 創辦人的故事》，聯經出版公司，2013年，ISBN：9789570841299

## 其他
- 王建煊是一位虔誠的基督徒，在台灣政壇是有名的道德先生，連一般不帶賄賂性質的禮物都不收，被新黨同僚稱為「王聖人」。他常在士林靈糧堂佈道。
- 曾獲1986艾森豪威爾獎、2004年台灣最佳資深志工獎、2010年《讀者文摘》民意調查之最信賴政治人物第一名、2015年港澳台慈善基金會第十屆愛心獎…等榮譽。
- 曾將監察院院長六年薪資約2500萬元新台幣全數捐作公益之用，且各處進行公益演講，2015年在中國大陸、美、菲…等地就有276場之多。
- 在2001年台北縣長選舉落敗後，王建煊表示他投入參選只有2個月的時間、在沒資源、沒錢、沒人力的情況下，還能獲得81萬縣民的支持，他「相當感謝也相當滿意」，因此王建煊以唱一首「奇異恩典」來表達他心中的感謝。
- 2003年以社區大學是社會安定的力量之想法，投入辦理內湖社區大學之工作，並接任第一屆校長職務。
- 王建煊成立了Renewal Foundation、財團法人愛心第二春文教基金會、浙江省新華愛心教育基金會，以推動海內外「教育」的公益慈善。
- 因經常遇到沒有子女的人、獨居長者、單身榮民、老邁夫婦與身心障礙人士向他傾訴「老、病、無人照顧，死後無人安葬，老夫妻一人先走另一人無人照顧」等等的憂慮，2011年成立台北市無子西瓜社會福利基金會。
- 2012年底去緬甸訪問時，發現緬甸居民嚴重的飲用水問題，及許多學孩童因為營養不良導致在課堂昏倒的現象，於2013年開始結合緬甸當地一群熱愛公益慈善的愛心人士，積極籌組團隊向緬甸政府申請成立CHIT MYIT TAR FOUNDATION,並在仰光、臘戍設置辦公處所及專責人員，於2015年初獲得緬甸內政部核發慈善基金會執照。
- 2013年11月30日，以個人身份參與下一代幸福聯盟遊行，反對多元成家立法草案中的同性戀婚姻與領養小孩。

## 註腳
1. ↑  《植物人喜歡上廁所？》一文收錄於《瘋子成就了驚人之愛：創世基金會創辦人的故事》

## 外部連結
- （简体中文）（繁體中文）（英文）浙江省新華愛心教育基金會 （页面存档备份，存于）
- （繁體中文）財團法人愛心第二春文教基金會 （页面存档备份，存于）

| 中華民國政府職務                                                                                  | 中華民國政府職務                                | 中華民國政府職務 |
| ------------------------------------------------------------------------------------------------- | ----------------------------------------------- | ---------------- |
| 行政院                                                                                            |                                                 |                  |
| 前任： 郭婉容                                                                                     | 財政部部長 第十八任 1990年6月1日—1992年10月23日 | 繼任： 白培英    |
| 監察院                                                                                            |                                                 |                  |
| 當時的總統陳水扁 提名的監察院院長人選， 未獲得立法院同意。上一位持有相同頭銜者：錢復（2005年2月） | 監察院院長 第八任 2008年8月1日－2014年7月31日   | 繼任： 張博雅    |